# Guja
Guja (niem. Gross Guja) – wieś w Polsce położona w województwie warmińsko-mazurskim, w powiecie węgorzewskim, w gminie Węgorzewo.
Przysiółkiem wsi Guja jest Rydzówka Mała.
W latach 1975–1998 miejscowość administracyjnie należała do województwa suwalskiego.
Guja jest wsią sołecką, do sołectwa należy także Nowa Guja.

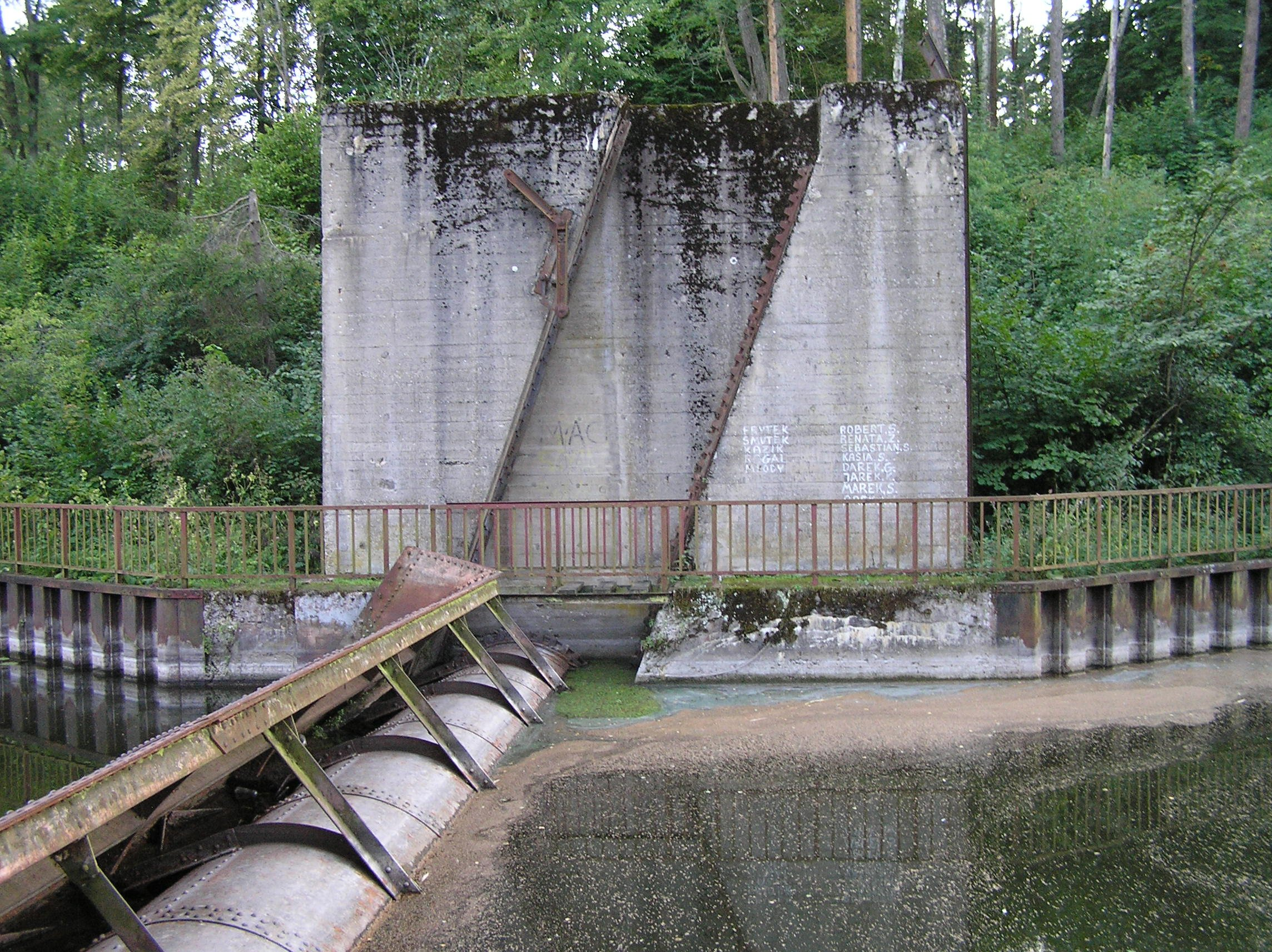
Jaz walcowo-ruchowy przed śluzą.

Obok miejscowości Guja znajduje się jedyna dokończona śluza na Kanale Mazurskim. Dojazd do śluzy – od drogi Srokowo-Węgorzewo przez Węgielsztyn i dalej za wsią Guja. Do śluzy można dojechać też od Srokowa przez Karłowo. Jest to jedna z pięciu śluz na terenie Polski zbudowanych na kanale mającym niegdyś docelowo połączyć Wielkie Jeziora Mazurskie z Bałtykiem poprzez rzekę Pregołę.

## Historia

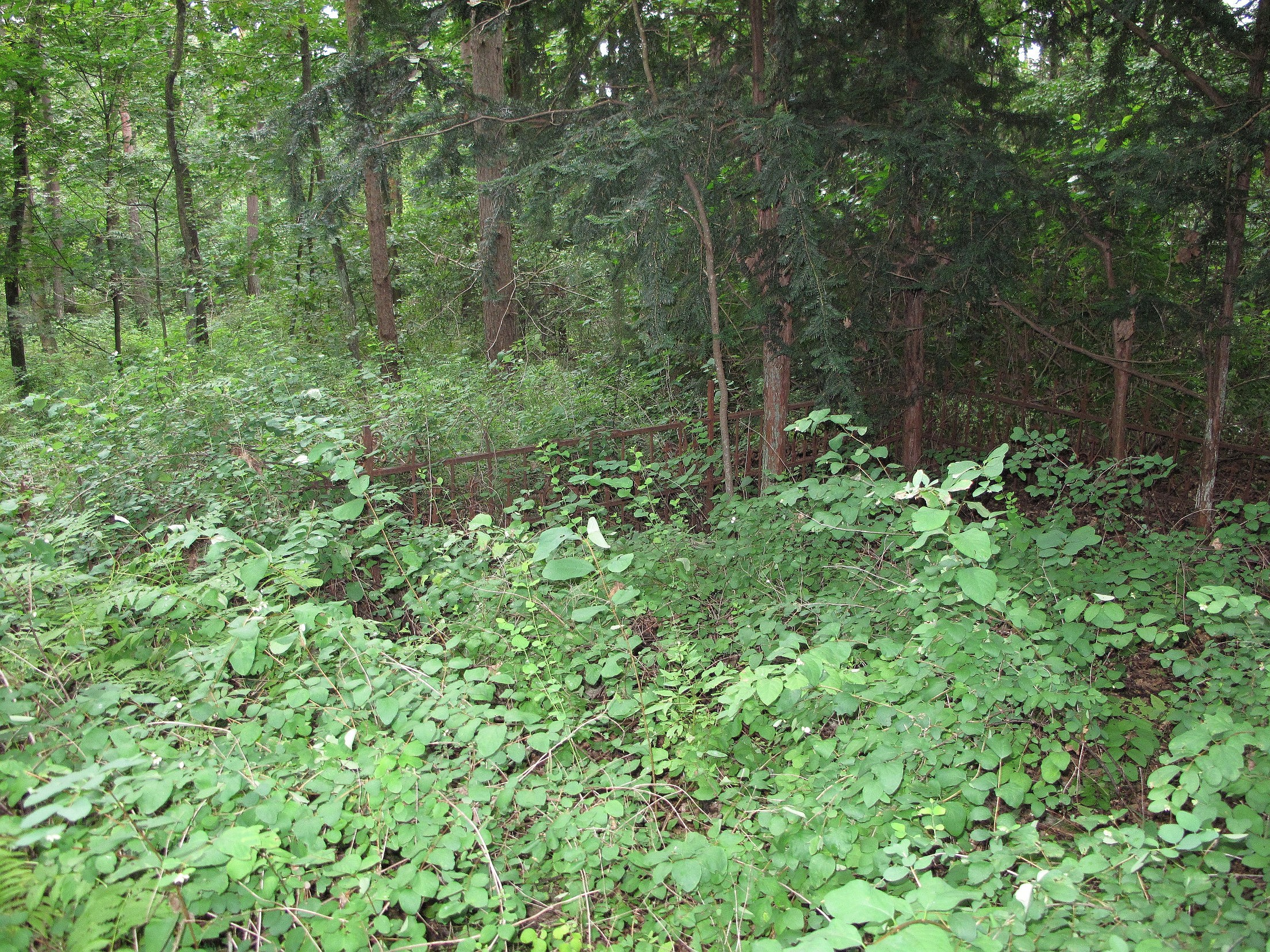
Zaniedbany cmentarz ewangelicki we wsi Guja

W XIV w. znajdowała się tu strażnica krzyżacka, wybudowana w miejscu grudu Prusów. Zamek w roku 1370 spalony został przez Kiejstuta. Strażnica w 1384 była już odbudowana. W Gui istniał majątek ziemski, obejmujący 120 włók, wymieniony w dokumentach z 1403 r. W roku 1406 wielki mistrz krzyżacki Konrad V von Jungingen nadał tu 120 włók ziemi Mikołajowi Weiskop. Wieś lokowana była na prawie chełmińskim z obowiązkiem wystawiania czterech służb w lekkich zbrojach, z okresem 10 lat wolnizny. W roku 1436 gospodarzyli tu Maciej i Paweł. W 1469 Ludwig von Erlichshausen przekazał w spadku wieś braciom Hansowi i Anzelmowi vov Tettau. W 1540 r. we wsi było siedmiu wolnych chłopów na prawie chełmińskim, dziewięciu podległych dworowi i 22 zagrodników (nazwiska wskazują, że byli to Prusowie i polscy osadnicy z Mazowsza). Przed rokiem 1560 Walter Weiskop sprzedał majątek rodzinie von Hohendorf. W roku 1590 pomiary gruntów wykazały nadwyżkę 53 włók. Grunty te wykupili Hohendorfowie, Przyborowscy burgrabia Jan Rauter oraz 23 chłopów z Gui. Każda włokę sprzedano za 60 grzywien. Hohendorfowie majątek o kilka folwarków. XVI wieku Guja należała do parafii w Wegielsztynie. W XVII w. gospodarzyła tu rodzina Drygalskich, a w wydzielonym folwarku Nowa Guja i majątku Mała Guja rodzina Tyszków. Prawdopodobnie właśnie w wieku XVII nastąpił podział majątku na Wielką Guję (mieszkali tu Drygalscy) i Małą Guję, zwaną Szymanowizna (mieszkali tu Tyszkowie).
W roku 1710 na dżumę zmarło tu 161 osób, co stanowiło większość mieszkańców tej wsi.
Szkoła w Gui została założona w 1737 roku. W 1852 roku uczyło się w niej 81 dzieci. W roku 1935 było tu dwóch nauczycieli i 115 uczniów. Po II wojnie światowej szkołę w Gui uruchomiono w 1947 r., w roku szkolnym 1966/67 była to szkoła ośmioklasowa.
W 1939 r. we wsi mieszkało 447 osób.
W roku 1966 Guja należała do gromady Węgielsztyn. W tym czasie do sołectwa Guje należały wsie: Dąbrówka Mała, Guja, Nowa Guja, Różewiec, Rydzówka Mała i Szymanowizna (Mała Guja).

## Osoby związane z miejscowością
- Walter von Sanden, autor książek przyrodniczych, poświęconych ptakom wodnym krainy Wielkich Jezior Mazurskich